# Schicksalsjahre
Schicksalsjahre ist ein deutscher Fernsehfilm-Zweiteiler des ZDF von Miguel Alexandre aus dem Jahr 2011. Der erste Teil hatte am 13. Februar 2011 seine Premiere im ZDF. Grundlage für das Drehbuch waren die familiengeschichtlichen Erinnerungen von Uwe-Karsten Heye mit dem Titel „Vom Glück nur ein Schatten“.

## Handlung
Die talentierte Pianistin Ursula und Wolfgang lernen sich in einem Kabarett kennen. Sie verlieben sich ineinander, doch im Zweiten Weltkrieg wird Wolfgang eingezogen. Ursula zieht mit den beiden gemeinsamen Kindern zurück zu ihren Eltern nach Danzig. Während seines Fronturlaubs besucht Wolfgang die Familie im Sommer 1943 an der Ostsee, doch es sollte ihre letzte Begegnung sein. Zwei Jahre später bekommt Ursula die Nachricht, dass Wolfgang im Fronteinsatz gefallen ist.
In den Jahren des Wiederaufbaus hat Ursula nur wenig Gelegenheit zum Trauern. Nach der Flucht aus Danzig findet sie Arbeit in Rostock und bringt für ihre Kinder das Nötigste nach Hause, später auch für ihre Eltern. Sie stellt ihre Interessen zurück und kämpft unerschütterlich ums Überleben.
In der DDR erlebt Ursula Repressionen gegen politisch Andersdenkende – mit diesem Verständnis von Sozialismus kann sie nichts anfangen. Sie freundet sich mit der lebenslustigen Norah an, die als Sängerin für die Sowjetarmee auftritt. Die beiden Frauen beginnen, von einer Flucht in den Westen zu träumen. Die Flucht gelingt, und sie beginnen für sich und die Kinder ein neues Leben aufzubauen. Als Norah an der Mainzer Oper ein Engagement erhält, kommt es jedoch immer häufiger zum Streit. Ursula fühlt sich als Musikerin zurückgewiesen und trauert um ihre große Liebe. Sie sieht ein, dass es nie wieder sein wird wie damals, während der glücklichsten Zeit ihres Lebens.

## Kritiken
„(Fernseh-)Melodram als historische Reise durch drei Gesellschaftssysteme, das zeigen will, was eine Frauengeneration leisten musste und geleistet hat, dabei oft gegen Vorurteile und Klischees der Männerwelt ankämpfend. Ein gut gespieltes, formal eher konventionelles Event-Movie, dessen Atmosphäre oft unwirklich erscheint, was auch einige Einblendungen von dokumentarischem Filmmaterial nicht ausgleichen.“

## Auszeichnungen
- 2011: Seoul International Drama Awards
  - Auszeichnung als Bester Fernsehfilm
  - Auszeichnung als Bester Regisseur (Miguel Alexandre)[2]